# Cosmarium hammeri
Cosmarium hammeri  là một loài Song tinh tảo trong họ Desmidiaceae, thuộc chi Cosmarium.